# Joseph Schmidlin

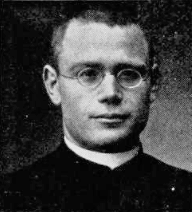
Joseph Schmidlin

Joseph Schmidlin (Kleinlandau, 29 maart 1876 - concentratiekamp Natzweiler-Struthof in Schirmeck (Elzas), 10 januari 1944) was een Duits kerkhistoricus uit de Elzas en grondlegger van de moderne katholieke missiologie.
Schmidlin studeerde aan het priesterseminarie in Straatsburg en werd er in 1899 tot priester gewijd. Na zijn wijding studeerde hij geschiedenis en klassieke talen aan de universiteit van Straatsburg. Aansluitend verbleef Schmidlin, vanaf 1901 tot 1905, in Rome. Tijdens zijn verblijf in Rome werkte hij als redacteur mee aan de 16 delen omvattende geschiedenis van de pausen tussen de 15e en 19e eeuw van Ludwig von Pastor. In deze periode (1904) promoveerde hij in de kerkgeschiedenis aan de universiteit van Freiburg en verkreeg in 1907 zijn habilitation bij Albert Ehrhard aan de universiteit van Straatsburg. Eind 1907 vertrok Schmidlin naar de universiteit van Münster om er in 1910 professor voor kerkgeschiedenis, dogmageschiedenis, patrologie en missiekunde te worden. Vier jaar later verschoof het hoofdaccent van zijn professoraat naar de missiewetenschap. In die hoedanigheid ontwikkelde hij de missiologie als zelfstandige wetenschappelijke discipline binnen de katholieke theologie. De leerstoel van Schmidlin was niet tot stand gekomen als reactie op de voorloperrol van de lutherse missiewetenschappen uit het eind van de 19e eeuw, maar op aandringen van de regering in Berlijn, die de missie als hulpinstrument voor de eigen koloniale politiek beschouwde. 
Schmidlin was succesvol in het definiëren en rechtvaardigen van missiewetenschappen. Hij ontwikkelde een omvattende visie op de missie en gaf het een plaats tussen de verschillende theologische disciplines. Van grote invloed op Schmidlin was het werk van de protestant Gustav Warneck. Schmidlin had de ambitie om voor Warnecks »Evangelische Missionslehre« een katholieke pendant te schrijven: »Katholische Missionslehre«. Het succes van Schmidlins werk in Münster werd door de Kerk overgenomen. In 1919 werd in de Apostolische Exhortatie »Maximum Illud« door paus Benedictus XV aangespoord tot de stichting van missiologische leerstoelen en instituten. Het missiologische onderzoek in bijvoorbeeld Leuven en Nijmegen gaat op deze aansporingen terug. De Gregoriana in Rome kent sinds 1932 zelfs een missiologische faculteit.
Omdat Schmidlin het nationaalsocialisme als nieuw heidendom kwalificeerde en daarom actief bestreed, kreeg hij steeds meer problemen met de overheid, maar ook met gezagsgetrouwe meerderen binnen de Kerk. In 1934 werd hij gedwongen met pensioen gestuurd. In zijn vrije tijd wijdde hij zich aan het schrijven van een geschiedenis van de pausen. Hij bleef actief betrokken bij het tijdschrift "Zeitschrift für Missionswissenschaft" (sinds 1928 »Zeitschrift für Missionswissenschaft und Religionswissenschaft«) waarin hij zijn kritische opstelling jegens de maatschappelijke ontwikkelingen niet verzweeg. Toen dit tot openlijke conflicten leidde tussen hemzelf, de bisschoppen en de uitgever van het tijdschrift werd het blad opgeheven. Schmidlin gaf het nog op eigen initiatief tot 1937 uit, toen het door de nazi's werd verboden. In de volgende jaren bleef Schmidlin zoeken naar mogelijkheden om te publiceren, zonder zijn mening over de nationaalsocialisten te verzwijgen. Uiteindelijk werd hij in 1941 gearresteerd en na enige omzwerving naar het concentratiekamp Natzweiler-Struthof gestuurd, waar hij overleed.
- Biblioteca Nacional de España: XX1475467
- Bibliothèque nationale de France: cb12983614q (data)
- Gemeinsame Normdatei: 118881469
- International Standard Name Identifier: 0000 0001 0845 0557
- Library of Congress Control Number: n92106350
- Nationale Bibliotheek van Tsjechië: zmp20231185008
- Nationale bibliotheek van Australië: 35071522
- Nationale Bibliotheek van Polen: a0000002946518
- Nederlandse Thesaurus van Auteursnamen: 069537135
- Réseau des bibliothèques de Suisse occidentale: 02-A019089112
- Istituto Centrale per il Catalogo Unico: TO0V038089
- Système universitaire de documentation: 083705228
- Trove: 818077
- Virtual International Authority File: 89683740
- WorldCat: E39PBJwdfFkFmhHW6DrjHph4MP